# Awutu/Effutu/Senya District
Awutu/Effutu/Senya District ist einer von 13 Distrikten der Central Region von Ghana. Er grenzt an die Distrikte Gomoa und Agona in der Central Region. Er grenzt ebenfalls an die Greater Accra Region mit dem Distrikt Ga West. Im Norden grenzt der Distrikt an die Eastern Region mit dem Distrikt West Akim. Chief Executive des Distriktes mit der Hauptstadt Winneba und 169.974 Einwohnern ist Solomon K. A. Quaye.
Der Awutu/Effutu/Senya District wurde erst im Jahr 1988 aus dem ehemaligen Gomoa-Awutu-Effutu District gebildet. Ebenfalls aus diesem ehemaligen Distrikt entstand der Gomoa District.

## Wahlkreise
Im Distrikt Awutu/Effutu/Senya sind zwei Wahlkreise eingerichtet worden. Im Wahlkreis Awutu/Senya errang Oppey Abbey für die Partei New Patriotic Party (NPP) bei den Parlamentswahlen 2004 den Sitz im ghanaischen Parlament. Im Wahlkreis Effutu gelang dieses Samuel Owusu-Agyei von der Partei (NPP).

## Ortschaften
| - Winneba - Oduponkpehe (Kasoa) - Awutu Senya Bawjiase - Gomoa Feteh - Bontrase - Awutu Bereku - Sankor | - Akwele Nkwanta - Dokutse - Kpormetey - Ofaakor - Obrachire - Adawukwa - Akuffo Krodua | - Fianko - Ofaada - Bewuanum - Opeikuma - Ofajator - Anim Akubrifa |